# Oraovac (Donji Lapac)
Oraovac is een plaats in de gemeente Donji Lapac in de Kroatische provincie Lika-Senj. De plaats telt 206 inwoners (2001).